# Tribunal des droits de la personne (Québec)
Pour les articles homonymes, voir Tribunal des droits de la personne.
Le Tribunal des droits de la personne est un tribunal du Québec qui a compétence, en première instance, pour disposer de litiges relatifs à la discrimination et au harcèlement illicites fondés sur différents motifs interdits par la Charte des droits et libertés de la personne.
Il a également compétence en matière d’exploitation de personnes âgées ou ayant un handicap. Il peut aussi se pencher sur des questions liées aux programmes d’accès à l’égalité en emploi.

## Historique
Le Tribunal des droits de la personne a été créé en vertu de la Charte des droits et libertés de la personne (Charte québécoise).
Il a été créé le 10 décembre 1990, par la Loi modifiant la Charte des droits et libertés de la personne concernant la Commission et instituant le Tribunal des droits de la personne déposée à l’Assemblée nationale par Gil Rémillard, alors ministre de la Justice du Québec, et sanctionnée le 22 juin 1989. Cette loi, qui a modifié le mécanisme de garantie des droits et libertés jusqu’alors composé uniquement de la Commission des droits de la personne (devenue la Commission des droits de la personne et des droits de la jeunesse en 1995), visait à remédier à plusieurs problématiques soulevées dans un rapport de 1988 de la Commission des institutions de l’Assemblée nationale, dont : l’interprétation restrictive de la Charte par les tribunaux de droit commun, les délais à la Commission des droits de la personne et les rôles contradictoires de cette dernière.
En 1990, le gouvernement du Québec nomme, parmi les juges de la Cour du Québec, l’honorable Michèle Rivet comme Présidente du Tribunal. Elle présidera le Tribunal jusqu’en 2010. Madame la juge Michèle Pauzé prend la relève de 2010 à 2014, puis l’honorable Ann-Marie Jones entre le 1er septembre 2014 et le 1er septembre 2022. L'honorable Madeleine Aubé a assumé la présidence du Tribunal du 2 septembre 2022 au 2 septembre 2024. Depuis le 3 septembre 2024, l'honorable Christian Brunelle agit à titre de Président par intérim du Tribunal.
Depuis sa création, le Tribunal a rendu un grand nombre de décisions concernant des questions de droit nouveau, parmi lesquelles :
- 10 octobre 1991 : première décision du Tribunal, dans une affaire concernant l’intégration scolaire d’un enfant handicapé[6].
- 26 mars 1992 : importante décision du Tribunal en matière de harcèlement sexuel[7].
- 13 mai 1994 : première décision québécoise en matière d’exploitation de personnes âgées[8].
- 11 septembre 2008 : le Tribunal constate l’existence d’une discrimination systémique envers les femmes dans l’affaire Gaz Métropolitain[9].
- 9 février 2011 : le Tribunal rend une décision portant sur l’obligation de neutralité de l’État, dans le cadre d’une affaire concernant la récitation de la prière au conseil municipal de la ville de Saguenay[10], décision qui sera confirmée en partie par la Cour suprême du Canada[11].
- 18 avril 2012 : le Tribunal rend son premier jugement en matière de profilage racial contre la Ville de Montréal et le SPVM[12].
- 31 mai 2012 : premier dossier du Tribunal concernant un programme d’accès à l’égalité en emploi[13].
- 20 juillet 2016 : le Tribunal rend une décision dans une affaire opposant l’humoriste Mike Ward au chanteur Jérémy Gabriel, concernant un conflit de droits fondamentaux entre l’interdiction de discrimination fondée sur le handicap et la liberté d’expression, plus particulièrement dans le contexte de l’expression artistique[14]. Cette décision, confirmée par la Cour d'appel[15] est renversée à l'occasion d'un pourvoi à la Cour suprême du Canada (voir Ward c. Québec (Commission des droits de la personne et des droits de la jeunesse)[16].
- 11 mai 2018: le Tribunal rend une décision dans laquelle il conclut que plus de 150 étudiants ont été victimes de discrimination en emploi, en application de l’article 19 de la Charte qui garantit le droit à un salaire égal pour un travail équivalent[17]. Cette décision a été confirmée par la Cour d'appel[18].

Au cours des années, le Tribunal a organisé plusieurs Colloques en collaboration avec la communauté juridique, dans l’objectif de favoriser « le développement et l’élaboration d’une pensée juridique articulée dans les domaines qui relèvent de sa compétence » et d’améliorer le système de protection des droits de la personne au Québec:
- Tribunal des droits de la personne et Société québécoise de droit international, « L’accès direct des individus aux tribunaux internationaux et nationaux des droits de la personne », Hôtel Marriott Springhill Suites, Montréal, 24 octobre 2002;
- Tribunal des droits de la personne et Barreau du Québec, « La Charte des droits et libertés de la personne : Pour qui et jusqu’où? », Hôtel Intercontinental, Montréal, 28-29 avril 2005[20];
- Tribunal des droits de la personne et Barreau du Québec, « L’accès direct à un tribunal spécialisé en matière de droit à l’égalité : L’urgence d’agir au Québec », Hôtel Intercontinental, Montréal, 22-23 novembre 2007[21];
- Tribunal des droits de la personne et Barreau du Québec, « Race, femme, enfant, handicap : Les conventions internationales et le droit interne à la lumière des enjeux pratiques du droit à l’égalité », Centre Mont-Royal, Montréal, 25-26 mars 2010[22];
- Tribunal des droits de la personne et Barreau du Québec, « Le Tribunal des droits de la personne : 25 ans d’expérience en matière d’égalité », Hôtel Intercontinental, Montréal, 23 octobre 2015[23];
- Tribunal des droits de la personne et Barreau de Montréal, « Égalité en emploi, un défi pour les personnes immigrantes, Palais de justice de Montréal, Montréal, 27 octobre 2017[24].

En 2015, le 25e anniversaire du Tribunal des droits de la personne a été souligné dans plusieurs périodiques et journaux, dont le Journal du Barreau et à l’Assemblée nationale du Québec. À l’occasion de cet anniversaire, qui coïncidait avec le 40e anniversaire de la Charte québécoise, plusieurs activités ont été organisées :
- 1er avril 2015 : l’honorable Ann-Marie Jones présente une allocution lors du Conseil général du Barreau;

- 11 juin 2015 : le Tribunal anime un atelier au Congrès annuel du Barreau du Québec[26];
- 10 septembre 2015 : l’honorable Ann-Marie-Jones présente une allocution dans le cadre de la Cérémonie de la Journée du Barreau qui soulignait la rentrée judiciaire 2015-2016[27];
- 23 octobre 2015 : le Tribunal organise, en collaboration avec le Barreau du Québec, un Colloque intitulé : « Le Tribunal des droits de la personne : 25 ans d’expérience en matière d’égalité »[28].

En 2020, le Tribunal devait célébrer son 30e anniversaire de création. Les activités visant à souligner cet événement ont toutefois été interrompus par la pandémie de 2020.

## Composition
En vertu de l’article 101 de la Charte québécoise, « [l]e Tribunal est composé d’au moins 7 membres, dont le président et les assesseurs, nommés par le gouvernement ». L’article 103 de la Charte québécoise prévoit quant à lui que « [l]e gouvernement peut, à la demande du président et après consultation du juge en chef de la Cour du Québec, désigner comme membre du Tribunal [...] un autre juge de [la Cour du Québec] ».
Le Tribunal dispose donc d’une composition hybride, puisque certains membres (les juges) sont de l'ordre judiciaire, alors que d’autres (les assesseurs) n’ont pas à être des membres du Barreau, ni même des juristes. Dans tous les cas, les membres doivent posséder « une expérience, une expertise, une sensibilisation et un intérêt marqués en matière de droits et libertés de la personne » .

### Rôle des membres
Les dossiers du Tribunal sont entendus par une division de trois membres (un juge et deux assesseurs), sauf en ce qui concerne les demandes préliminaires ou incidentes, qui sont entendues par un juge seul, sauf exception.
La Charte québécoise accorde toutefois des rôles et des pouvoirs différents aux membres, selon qu’ils sont juges ou assesseurs. La Charte accorde également des pouvoirs et responsabilités particulières au président du Tribunal.

#### Rôle du président
L’article 101 de la Charte québécoise prévoit que le Président, qui est le seul juge à temps plein au Tribunal, est nommé par le gouvernement, après consultation du juge en chef de la Cour du Québec, pour un mandat de 5 ans, renouvelable.
Les articles 106 et 110 de la Charte québécoise prévoient également certains devoirs et fonctions rattachés au titre de Président. Celui-ci doit :
- favoriser la concertation des membres sur les orientations générales du Tribunal;
- coordonner et répartir le travail entre les membres;
- édicter un code de déontologie[30] et veiller à son respect; et
- adopter, avec le concours de la majorité des membres, un règlement[31] quant à la procédure applicable devant le Tribunal.

#### Rôle des juges
Bien que les dossiers du Tribunal soient entendus par des divisions de trois membres, ce sont les juges qui président les auditions. L’article 104 de la Charte québécoise prévoit d’ailleurs que seuls les juges du Tribunal disposent du pouvoir décisionnel, c’est-à-dire qu’ils décident seuls des demandes et des questions posées en cours d’instance et sont les seuls à signer les décisions.
Contrairement au président, la durée du mandat des autres juges nommés au Tribunal n’est pas fixée par la Charte. Ceux-ci sont nommés à la demande du président et après consultation du juge en chef de la Cour du Québec, pour une période déterminée pouvant être renouvelée.
Ces juges sont à temps partiel au Tribunal. Entre leurs assignations, ils continuent de siéger à la Cour du Québec, selon leur affectation principale.

#### Rôle des assesseurs
Les assesseurs sont nommés au Tribunal au terme d’une procédure  qui ressemble à celle qui conduit à la nomination des juges relevant de l’autorité du Gouvernement du Québec. Selon l’article 101 de la Charte québécoise, ils sont nommés pour un mandat de 5 ans, renouvelable et pouvant être prolongé pour une durée moindre et déterminée.
Tout comme les juges, les assesseurs sont indépendants et impartiaux. Toutefois, ceux-ci ne disposent pas du pouvoir décisionnel et leur participation à la fonction juridictionnelle du Tribunal se concrétise indirectement, par le biais de l'assistance qu'ils procurent au juge.
Bien qu’ils soient membres du Tribunal à part entière, ils agissent de façon ponctuelle, selon les assignations décidées par le président du Tribunal. Aucune exclusivité n’est requise de leur part et ceux-ci peuvent poursuivre leur carrière parallèlement à leur charge au Tribunal.

### La composition actuelle du Tribunal
Présentement, le Tribunal est composé de 17 membres, soit 7 juges de la Cour du Québec, incluant la présidente, et 10 assesseurs. Tous les assesseurs sont juristes et membres du Barreau (4 assesseurs ont toutefois le statut d'avocat-e-s à la retraite), bien que l'appartenance à la profession juridique ne soit pas obligatoire pour siéger comme assesseur au Tribunal.
Les biographies des membres sont disponibles sur le site internet du Tribunal.

## Compétence
Le Tribunal est un tribunal spécialisé. Ses pouvoirs, sa compétence et son mode de saisine sont prévus dans sa loi constitutive : la Charte québécoise.

### Compétence spécialisée
Le Tribunal peut entendre des recours en matière de
- Discrimination (articles 10 à 20.1 de la Charte québécoise) : il peut s’agir de discrimination directe, indirecte, systémique ou encore de profilage discriminatoire;
- Harcèlement discriminatoire (article 10.1 de la Charte québécoise);
- Exploitation de personnes âgées et/ou ayant un handicap (article 48 de la Charte québécoise); et
- Programmes d’accès à l’égalité (article 86 de la Charte québécoise et Loi sur l’accès à l’égalité en emploi dans des organismes publics [37]).

La compétence spécialisée du Tribunal en ces matières a été reconnue par la Cour suprême du Canada en 2015 dans l’arrêt Mouvement laïque québécois c. Saguenay (Ville) .
La compétence du Tribunal n’est toutefois pas exclusive, c’est-à-dire que les tribunaux de droit commun (Cour du Québec, Cour supérieure) ainsi que des tribunaux administratifs peuvent, selon leur compétence juridictionnelle respective, entendre des recours qui découlent de la compétence du Tribunal. Également, certains tribunaux spécialisés, tels les arbitres de griefs et le Tribunal administratif du Québec (TAQ) , ont une compétence exclusive qui leur permet d’examiner, de façon accessoire, une contestation fondée sur la Charte québécoise. Dans un tel cas, le Tribunal des droits de la personne ne peut pas être valablement saisi du litige.

### Mode de saisine
Le mécanisme de garantie des droits de la personne prévu par la Charte québécoise se compose de deux étapes :
1. Le processus de plainte à la Commission des droits de la personne et des droits de la jeunesse;
2. Le processus judiciaire devant le Tribunal des droits de la personne.

#### Le processus de plainte et d'enquête de la Commission des droits de la personne et des droits de la jeunesse
La Charte québécoise prévoit la possibilité pour toute personne se croyant victime de discrimination (au sens de l’article 10 de la Charte québécoise), de harcèlement discriminatoire (au sens de l’article 10.1 de la Charte québécoise) ou d’exploitation (au sens de l’article 48 de la Charte québécoise) de déposer une plainte à la Commission des droits de la personne et des droits de la jeunesse. La plainte peut également être déposée, avec le consentement de la ou des victime(s) alléguée(s), par un organisme voué à la défense des droits et libertés de la personne ou au bien-être d’un groupement .
Si, au terme du processus d’enquête de la Commission , les commissaires adoptent une résolution dans laquelle ils concluent que la preuve est suffisante pour appuyer la plainte, celle-ci peut proposer des mesures de redressement . Si les mesures ne sont pas respectées, la Commission peut intenter un recours devant le Tribunal des droits de la personne au nom de la victime alléguée .
Cependant, dans les cas où la Commission rejette la plainte, notamment parce qu’elle considère que celle-ci n’est pas fondée, la victime alléguée peut saisir elle-même un tribunal de droit commun (Cour du Québec ou Cour supérieure, selon leurs compétences respectives) de son recours. Elle n’aura cependant pas accès au Tribunal des droits de la personne .

#### Le recours devant le Tribunal des droits de la personne
Le recours devant le Tribunal des droits de la personne est généralement intenté par la Commission des droits de la personne et des droits de la jeunesse. Le recours s’effectue alors sans frais pour la victime alléguée, les coûts étant assumés par la Commission.
L’article 84 de la Charte québécoise prévoit également la possibilité pour la victime alléguée et/ou l’organisme ayant déposé la plainte à la Commission pour le compte de la victime d’introduire, à ses propres frais, son recours devant le Tribunal des droits de la personne. Toutefois, le processus de saisine individuelle n’existe que dans les cas où la Commission, au terme de son enquête, a considéré que la preuve est suffisante pour appuyer la plainte, mais que la Commission décide néanmoins de ne pas représenter la victime alléguée devant le Tribunal . La victime alléguée et/ou l’organisme plaignant disposent alors d’un délai de 90 jours suivant la réception de la résolution de la Commission à cet effet pour intenter le recours devant le Tribunal .

### Pouvoirs de réparation
Le législateur québécois a accordé au Tribunal un large pouvoir de réparation découlant des articles 49 et 80 de la Charte québécoise .
En vertu de l’article 49 de la Charte québécoise, le Tribunal peut condamner l’auteur d’une atteinte illicite aux droits fondamentaux de la ou des victime(s) au paiement de dommages-intérêts en compensation du préjudice matériel et/ou moral subi(s). À noter que contrairement à d’autres lois en matière de droits de la personne en vigueur au Canada , la Charte québécoise n’impose pas de seuil maximal quant au montant des dommages pouvant être octroyés par le Tribunal des droits de la personne.
L’article 49 de la Charte québécoise prévoit également que lorsque l’atteinte aux droits de la victime est intentionnelle, le Tribunal peut condamner l’auteur de l’atteinte au paiement de dommages-intérêts punitifs.
Enfin, les articles 49 et 80 de la Charte québécoise permettent au Tribunal de rendre des ordonnances visant à faire cesser l’atteinte aux droits de la victime . Elles peuvent prendre la forme d’une obligation d’accomplir un acte ou, au contraire, d’une interdiction de poser un acte.
Le pouvoir d’ordonnance du Tribunal ne se limite toutefois pas à faire cesser l’atteinte au droit de la victime. Dans l’arrêt Bombardier , la Cour suprême du Canada a reconnu au Tribunal le pouvoir de rendre des ordonnances d’intérêt public.
À noter que lorsque la discrimination émane d’une loi, d’un règlement, d’une directive ou d’une norme d’un organisme public, le Tribunal peut déclarer cette disposition inopposable aux parties, c’est-à-dire la rendre inapplicable uniquement à l’égard de la victime . Le Tribunal ne peut cependant pas la déclarer invalide ou inconstitutionnelle, ce pouvoir étant réservé aux cours supérieures.

## Preuve et procédure
Le Tribunal a été créé dans l'objectif d'assurer une plus grande accessibilité à la justice et plus d'efficacité dans le processus d'adjudication . C’est pourquoi les règles de preuve et de procédure applicables devant le Tribunal sont caractérisées par une certaine souplesse.

### Preuve
Le fardeau de preuve applicable devant le Tribunal est celui de la preuve prépondérante, c’est-à-dire qu’il faut convaincre le Tribunal que l’existence d’un fait est plus probable que son inexistence.
Le Tribunal applique généralement les règles de preuve prévues au Code civil du Québec . Toutefois, l’article 123 de la Charte québécoise prévoit que le Tribunal peut recevoir « toute preuve utile et pertinente à une demande dont il est saisi et [qu’]il peut accepter tout moyen de preuve », à condition de respecter les principes généraux de justice.

### Procédure
La procédure applicable devant le Tribunal est prévue par la Charte québécoise et le Règlement du Tribunal des droits de la personne . L’article 113 de la Charte québécoise prévoit également que le Code de procédure civile trouve application, avec les adaptations nécessaires, lorsque la Charte québécoise et le Règlement ne prévoient pas de règle spécifique.

#### Le déroulement général du dossier devant le Tribunal
Les recours sont introduits par le biais d’une demande introductive d’instance, suivie du mémoire de la partie demanderesse, qui doit être déposé dans les 15 jours du dépôt de la demande introductive d’instance. La ou les partie(s) poursuivies disposent alors d’un délai de 30 jours suivant la réception du mémoire de la partie demanderesse pour déposer leur propre mémoire. Cette dernière étape est toutefois optionnelle, car la Charte québécoise n’oblige pas le dépôt d’un mémoire en défense . Une fois les procédures reçues ou à l’expiration du délai pour le dépôt du mémoire en défense, une date est fixée pour le procès. 

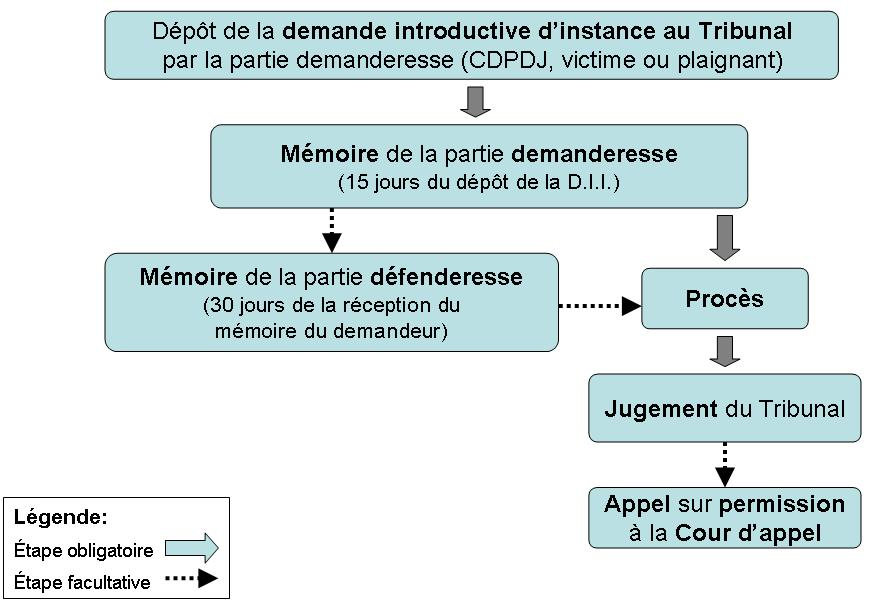
Schéma pour le déroulement des procédures

À noter que dans l’objectif de favoriser l’accès à la justice en matière de droits et libertés de la personne, le Tribunal a déposé sur son site Internet des modèles de procédure sous forme de formulaires (notamment pour la demande et les mémoires) ainsi que des guides explicatifs à l’attention des parties se représentant seules devant le Tribunal.

#### Où déposer les actes de procédure et où se déroulera l'audition?
Le Tribunal siège dans tous les districts judiciaires du Québec, et ce, bien que ses bureaux soient situés au palais de justice de Montréal.
Les recours sont introduits au greffe (comptoir) de la Cour du Québec du district judiciaire où se trouve le domicile ou le principal établissement de la partie poursuivie. Tous les actes de procédure devront ensuite être déposés dans ce même district. Sauf exception, l’audition se déroulera au palais de justice de ce district.

#### Les moyens pour contester les jugements du Tribunal
Après le procès ou l’audition d’une demande préliminaire ou interlocutoire, le Tribunal rend une décision par écrit .
En vertu des articles 132 et 133 de la Charte, les décisions finales du Tribunal, c’est-à-dire celles qui mettent fin au litige, peuvent faire l’objet d’un appel sur permission à la Cour d’appel . Ses décisions sont alors soumises à la norme de contrôle applicable aux appels et non à la norme de la révision judiciaire.
Il est également possible de demander au Tribunal de réviser ou de rétracter toute décision qu’il a rendue tant qu’elle n’a pas été exécutée ni portée en appel dans l’un des cas énumérés à l’article 128 de la Charte. La Cour supérieure peut quant à elle réviser les décisions du Tribunal sur les questions de compétence uniquement .